# Municipio de San Francisco Cajonos
El municipio de San Francisco Cajonos es uno de los 570 municipios que conforman al estado mexicano de Oaxaca. Pertenece al distrito de Villa Alta, dentro de la Región Sierra de Juárez. Su cabecera es la localidad de San Francisco Cajonos.

## Geografía
El municipio abarca 42.83 km² y se encuentra a una altitud promedio de 1700 m s. n. m., oscilando entre 3000 y 700 m s. n. m.

## Demografía
De acuerdo al último censo, realizado por el INEGI en 2010, en el municipio habitan 460 personas, repartidas entre 3 localidades.